# Michał Męczyński
Michał Krzysztof Męczyński – polski geograf, dr hab. nauk społecznych, adiunkt Wydziału Geografii Społeczno-Ekonomicznej i Gospodarki Przestrzennej UAM.

## Życiorys
W 2006 r. obronił pracę doktorską pt. Przestrzenne zróżnicowanie i dyfuzja technologii informacyjno-komunikacyjnych, której promotorem był prof. Tadeusz Stryjakiewicz, w 2020 r. habilitował się na podstawie pracy zatytułowanej Klasa kreatywna i sektor kreatywny w aglomeracjach miejskich. Jest pracownikiem naukowym na Wydziale Geografii Społeczno-Ekonomicznej i Gospodarki Przestrzennej UAM.
Jest członkiem Rady Dyscypliny Naukowej –  Geografii Społeczno-Ekonomicznej i Gospodarki Przestrzennej Uniwersytetu im. Adama Mickiewicza w Poznaniu.